# Kall

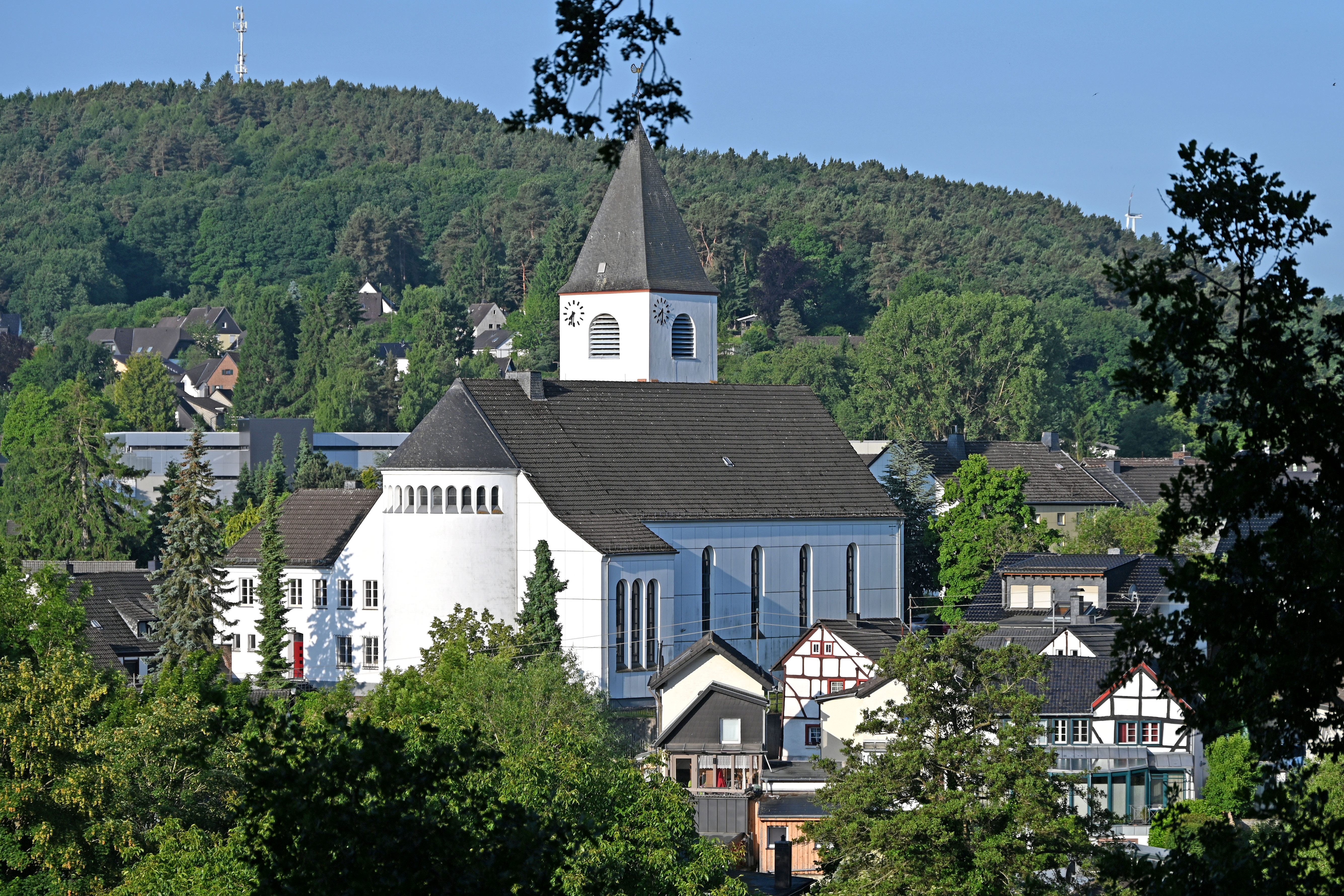
Kall von Nordosten mit St. Nikolauskirche

Kall ist eine Gemeinde im Kreis Euskirchen in Nordrhein-Westfalen in der Nordeifel.

## Geografie

### Geografische Lage
Kall liegt am Rande der Nordeifel im Dreieck zwischen Köln, Aachen und Trier auf einer Höhe von 399–538 m ü. NHN. In Kall mündet der Kallbach in die Urft. Die Ortschaft Kall wird von großen Waldgebieten umgeben. Eine Besonderheit ist das durch Aufschlüsse zutage tretende Buntsandsteinmassiv, das von den Kallern Fels genannt wird. So sind auch neue Baugebiete hiernach benannt worden (Zum Felsblick oder Auf dem Fels).

### Gemeindegliederung
Kall besteht aus folgenden 23 Ortsteilen (Einwohnerzahl zum 30. Juni 2021 in Klammern):
- Anstois (87)
- Benenberg (105)
- Diefenbach (72)
- Dottel (187)
- Frohnrath (145)
- Gillenberg (66)
- Golbach (580)
- Kall (5105)
- Keldenich (859)
- Krekel (225)
- Rinnen (349)
- Roder (58)
- Rüth (58)
- Scheven (536)
- Sistig (739)
- Sötenich (992)
- Steinfeld (144)
- Steinfelderheistert (106)
- Straßbüsch (25)
- Urft (317)
- Wahlen (444)
- Wallenthal (193)
- Wallenthalerhöhe (24)

### Nachbargemeinden
- Die Gemeinde Kall grenzt an die Gemeinden Hellenthal und Nettersheim sowie an die Städte Schleiden und Mechernich.
- Kall ist die einzige Gemeinde im Kreis Euskirchen, die keine Grenze zu einem anderen Kreis hat.

### Klima
Da Kall am Rande der Eifel liegt, ist das Klima durch das raue Eifelklima geprägt. Die bioklimatischen Bedingungen sind in der Eifel günstig. Wärmebelastung und Luftschwüle treten im Sommer nur selten auf. Kall hat insgesamt ein ausgesprochenes Reizklima. Kall ist ein Reinluftgebiet mit sehr geringer luftchemischer Belastung. An heißen Sonnentagen ergibt sich manchmal eine erhöhte Konzentration von bodennahem Ozon.

## Geschichte

### Eingemeindungen
Am 1. Juli 1969 wurden die bis dahin selbständigen Gemeinden Golbach, Keldenich, Sistig, Sötenich, Urft, Wahlen und Wallenthal eingegliedert.

### Ausgliederungen
Am 1. Januar 1972 wurden Ortschaften, die früher der Gemeinde Wahlen angehörten, mit einer Fläche von 18,18 km² und 925 Einwohnern aus Kall nach Hellenthal umgegliedert. Weitere Gebietsteile wurden an die Gemeinde Mechernich und an die Stadt Schleiden abgetreten.

## Religion
Kirchen und Gemeinden:
- Kath. Pfarrgemeinde Kall St. Nikolaus
- Ev. Trinitatis-Kirchengemeinde Schleidener Tal
- Hubertuskapelle
- St. Antonius (Dottel)
- St. Dionysius (Keldenich)
- St. Barbara (Krekel)
- St. Apollinaris und Agatha (Scheven)

## Politik

### Bürgermeister
Bürgermeister der Gemeinde Kall ist seit dem 24. September 2017 Hermann-Josef Esser (Parteilos).
Die erste stellvertretende Bürgermeisterin der Gemeinde ist Steffi Kristina Hübner (SPD) und der zweite stellvertretende Bürgermeister ist Stefan Kupp (CDU).

### Gemeinderat
Der Kaller Gemeinderat besteht aus 28 Ratsmitgliedern und dem vorsitzenden Bürgermeister.
Am 22. Februar 2022 sind die SPD (8 Sitze), die FDP (6 Sitze) und die Grünen (3 Sitze) ein Bündnis eingegangen und bilden seitdem die Ratsmehrheit. Die CDU (8 Sitze), die AfD (2 Sitze) und die Linke (1 Sitz) bilden seitdem die Ratsminderheit.
Die Fraktionsvorsitzenden der Mehrheitsfraktionen sind:
- SPD: Emmanuel Kunz, Golbach
- FDP: Manfred Wolter, Kall
- Bündnis 90/Die Grünen: Guido Huppertz, Scheven

Die Fraktionsvorsitzenden der Minderheitsfraktionen sind:
- CDU: Bert Spilles, Kall
- AfD: Frank Poll, Kall
- fraktionslos: Frauke Neum, Kall (Die Linke)

### Ortsvorsteher
Amtierender Ortsvorsteher für den Zentralort Kall sowie die Ortschaften Anstois und Wackerberg ist seit dem 1. Januar 2018 Stefan Kupp, CDU.

### Wappen und Flagge

#### Wappen
Die Gemeinde Kall ist mit Urkunde des Regierungspräsidenten in Köln vom 10. Juni 1974 das Recht zur Führung eines Wappens und eines Siegels verliehen worden.
| Wappen von Kall | Blasonierung: „Halbgespalten und geteilt von Blau und Gold (Gelb) über Silber (Weiß). Im blauen, mit goldenen (gelben) Lilien bestreuten Feld ein linksgewendeter, wachsender, golden (gelb) bekrönter, rot bezungter, silberner (weißer) Löwe; im goldenen (gelben) Feld ein wachsender, rot bewehrter und bezungter schwarzer Löwe; im silbernen (weißen) Feld zwei gestürzte, schräggekreuzte, schwarze Pfeile.“ |
| Wappen von Kall | Wappenbegründung: Das Wappen vereinigt die Wappen der ehemaligen Territorialherren des heutigen Gemeindegebietes: der Herren von Schleiden und der Herzöge von Jülich. die gekreuzten Pfeile sind dem Wappen der Abtei Steinfeld, dem kulturhistorischen Mittelpunkt des Gemeindegebietes, entnommen. |

#### Flagge

Der Gemeinde Kall ist mit Urkunde des Regierungspräsidenten in Köln vom 8. Juni 1990 das Recht zur Führung einer Flagge als Hissflagge verliehen worden.
Beschreibung der Flagge: „Von Weiß und Schwarz im Verhältnis 1 : 1 längsgestreift mit dem von der Mitte zur Stange hin verschobenen, der Beschreibung in Absatz 1 der Hauptsatzung entsprechenden Wappenschild der Gemeinde.“

### Partnerschaft
Seit 1980 besteht zwischen der belgischen Gemeinde Mol in Flandern und der Gemeinde Kall eine Partnerschaft.

## Tourismus

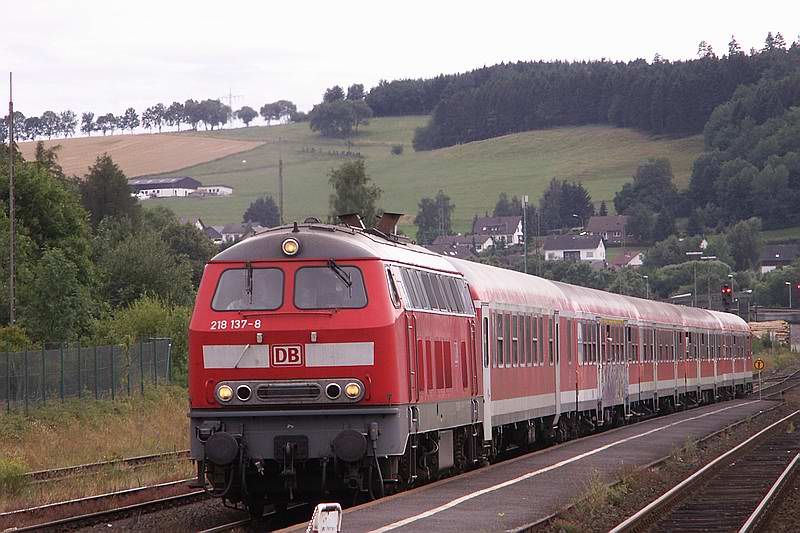
Der EifelMoselExpress bei der Einfahrt in den Bahnhof Kall

Kall liegt im Naturpark Nordeifel und ist Nationalpark-Ort für den Nationalpark Eifel. Das Gebiet war früher durch Bergbau und Metallverarbeitung vor allem von Eisenerzen und Bleierzen geprägt. Dem spürt ein in Zusammenarbeit mit der RWTH Aachen angelegter Montanhistorischer Wanderweg, der Pingenwanderpfad Kall (12 km), nach. Kall liegt außerdem am Römerkanal-Wanderweg von Nettersheim nach Köln entlang der Eifelwasserleitung.
Sehenswert ist das Kloster Steinfeld.

### Regierungsbunker NRW

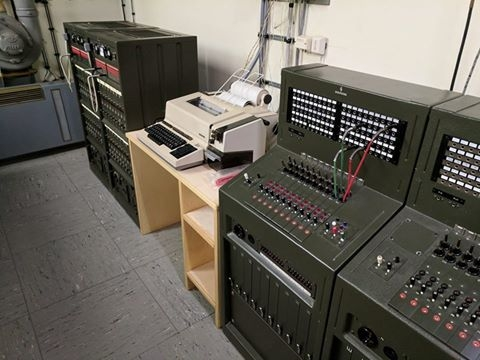
Regierungsbunker NRW

Im nahegelegenen Gillesbachtal befindet sich der atombombensichere Regierungsbunker der Landesregierung von NRW. Das unterirdische Gebäude hat auf zwei Stockwerken insgesamt 100 Zimmer, in denen der Ministerpräsident des Landes sich mit etwa 100 Bediensteten bis zu 30 Tagen aufhalten konnte. Die Einrichtung, die von 1960 bis in die zweite Hälfte der 1980er Jahre betrieben wurde, hatte den Tarnnamen „Warnamt Eifel“. Alle zwei Jahre fanden von 1966 bis 1989 Übungen statt, bei denen der Ernstfall durchgespielt wurde. Nach dem Kalten Krieg wurde der Bunker an eine Familie verkauft, die ihn als Dokumentationszentrum aufrechterhält und Führungen anbietet.

### Wandern und Radfahren
Durch das Gebiet der Gemeinde Kall führt der 330 km lange Eifelsteig, ein Wanderweg von Aachen nach Trier. Die Etappe 5 führt von Gemünd zum Kloster Steinfeld, eine sehr abwechslungsreiche Mischung aus Wald-, Panorama-, Tal- und Höhenwegen. Die Etappe 6 dann ab dem Kloster Steinfeld bis Blankenheim.
Durch den Ort führt der Radwanderweg Eifel-Höhen-Route, der als Rundkurs um den Nationalpark Eifel führt.
Wanderbusse wie die Linie 770 verkehren im Sommerhalbjahr an Wochenenden.
Der Radwanderweg Tälerroute führt ebenfalls durch den Ort. Sie erschließt touristisch interessante Orte in Nordrhein-Westfalen auf familienfreundlicher Strecke.

## Schulen
Die Gemeinde Kall ist einer der bedeutendsten Schulstandorte im gesamten Kreis Euskirchen.

### Grundschulen
- Gemeinschaftsgrundschule Kall, Auelstraße (offener Ganztag)
- Gemeinschaftsgrundschule Sistig (offener Ganztag)

### Weiterführende Schulen
- Hermann Josef Kolleg Kall-Steinfeld (Gymnasium) im Kloster Steinfeld
- Berufskollegs Eifel (Berufsschule und Wirtschaftsgymnasium)
- Fachschule für Tourismus

### Förderschulen
- St. Nikolaus-Schule Kall (Förderschule mit dem Förderschwerpunkt geistige Entwicklung)
- Schule für Erziehungshilfe, Urft

## Verkehrsinfrastruktur

### Straßenverkehr/ÖPNV

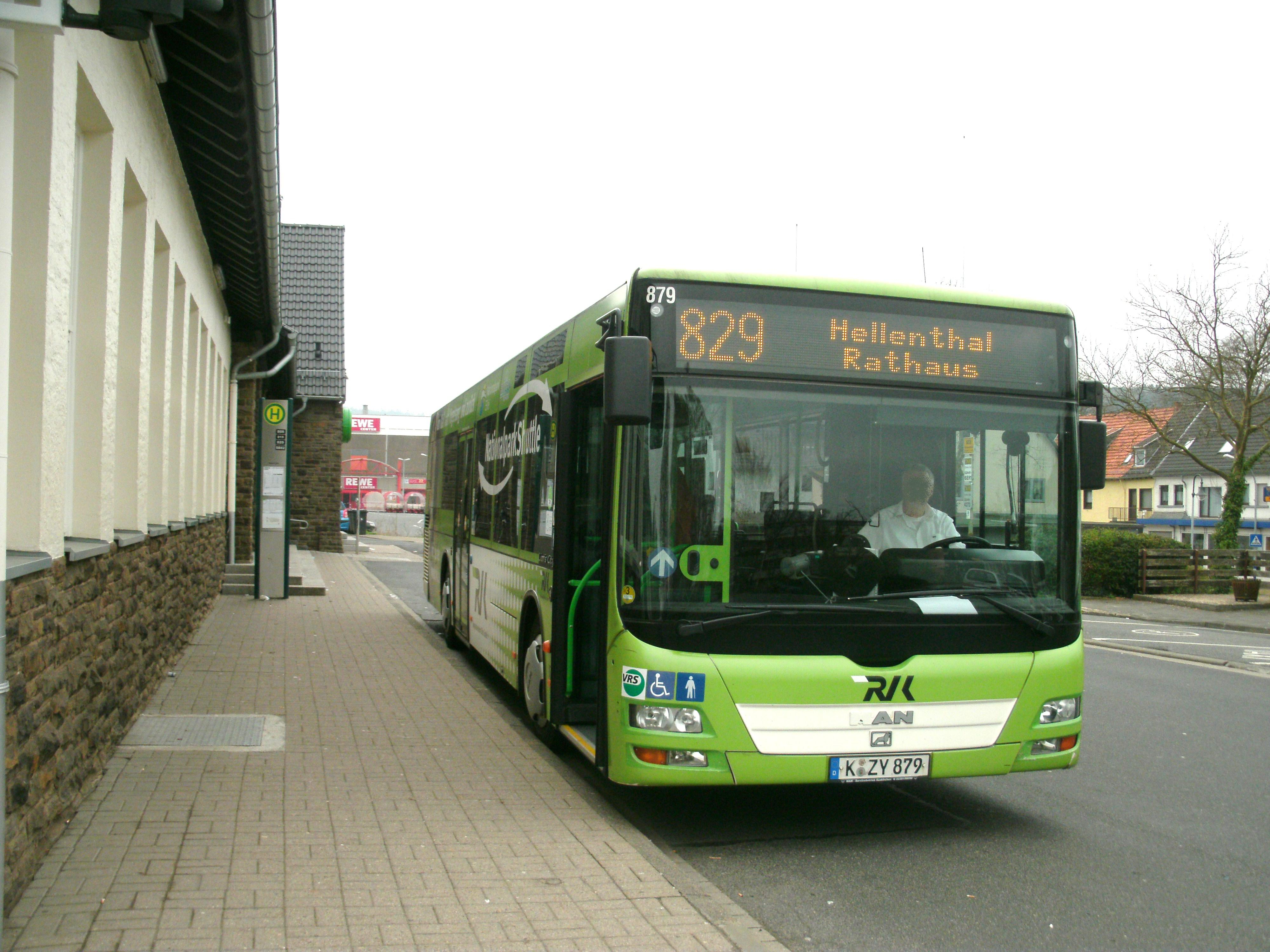
Linienbus der RVK am Bahnhof Kall

Kall bildet nach seiner Lage in etwa den Schnittpunkt zwischen den Städten Aachen und Koblenz bzw. Köln und Trier, es ist unmittelbar über die Bundesstraße 266 erschlossen.
Die Bundesautobahn 1 kann in wenigen Minuten über die Anschlussstellen 111 Wißkirchen (Euskirchen), 112 Bad Münstereifel/Mechernich oder 113 Nettersheim erreicht werden.
Mehrere Buslinien der Regionalverkehr Köln verbinden Kall mit den umliegenden Ortsteilen, dem Schleidener Tal, Zingsheim, Mechernich und Marmagen. Ein Großteil der Fahrten (außer ins Schleidener Tal) wird jedoch per TaxiBusPlus, nach telefonischer Voranmeldung durchgeführt.
| Linie | Verlauf |
| ----- | --- |
| 770   | Wanderbus (nur samstags, sonn- und feiertags von April bis Oktober): Kall Bf – Urft Bf – Steinfeld – Nettersheim Bf – Marmagen – Blankenheim (Wald) Bf – Blankenheim Busbf – Blankenheim Rathaus – (Ripsdorf ← Alendorf ←) Mirbach |
| 805   | MiKE / AST-Verkehr: Kall Bf – Kall Heistert – Wallenthalerhöhe – Wallenthal – Scheven – Dottel |
| 815   | Wald-Linie (Fahrradbus mit Anhänger, nur sonn- und feiertags von April bis Oktober): Kall Bf – Kall Gemünder Str – Anstois – Gemünd – Herhahn – Dreiborn – Wahlerscheid – Höfen – Monschau                                         |
| 829   | (Kall Bf – Kall Gemünder Str – Anstois – Gemünd – Nierfeld – Olef –) Schleiden – Oberhausen – Blumenthal – Hellenthal |
| 885   | MiKE (außer im Schülerverkehr): Manscheid – Wildenburg – Benenberg – (Krekel – Rüth – Roder –) Sistig – (Frohnrath –) Rinnen – Sötenich – Kall Bf                                                                                  |
| 886   | MiKE (außer im Schülerverkehr): (Blankenheim-Wald – Milzenhäuschen –) Marmagen – Wahlen – (Diefenbach – Steinfelderheistert – Gillenberg –) Steinfeld – Urft Bf – Sötenich – Kall Bf                                               |
| 891   | MiKE (außer im Schülerverkehr): Zingsheim – Keldenich – Kall Siemensring – Kall Bf – (Straßbüsch –) Golbach – Broich (– Schleiden)                                                                                                 |
| SB81  | Schnellbus: Kall Bf – Kall Gemünder Str – Anstois – Gemünd – Nierfeld – Olef – Schleiden – Oberhausen – Blumenthal – Hellenthal |
| SB82  | NationalparkShuttle: Kall Bf – Gemünd – Herhahn – Morsbach – Anlage Vogelsang (– Schleiden Busbf) |

### Schienenverkehr

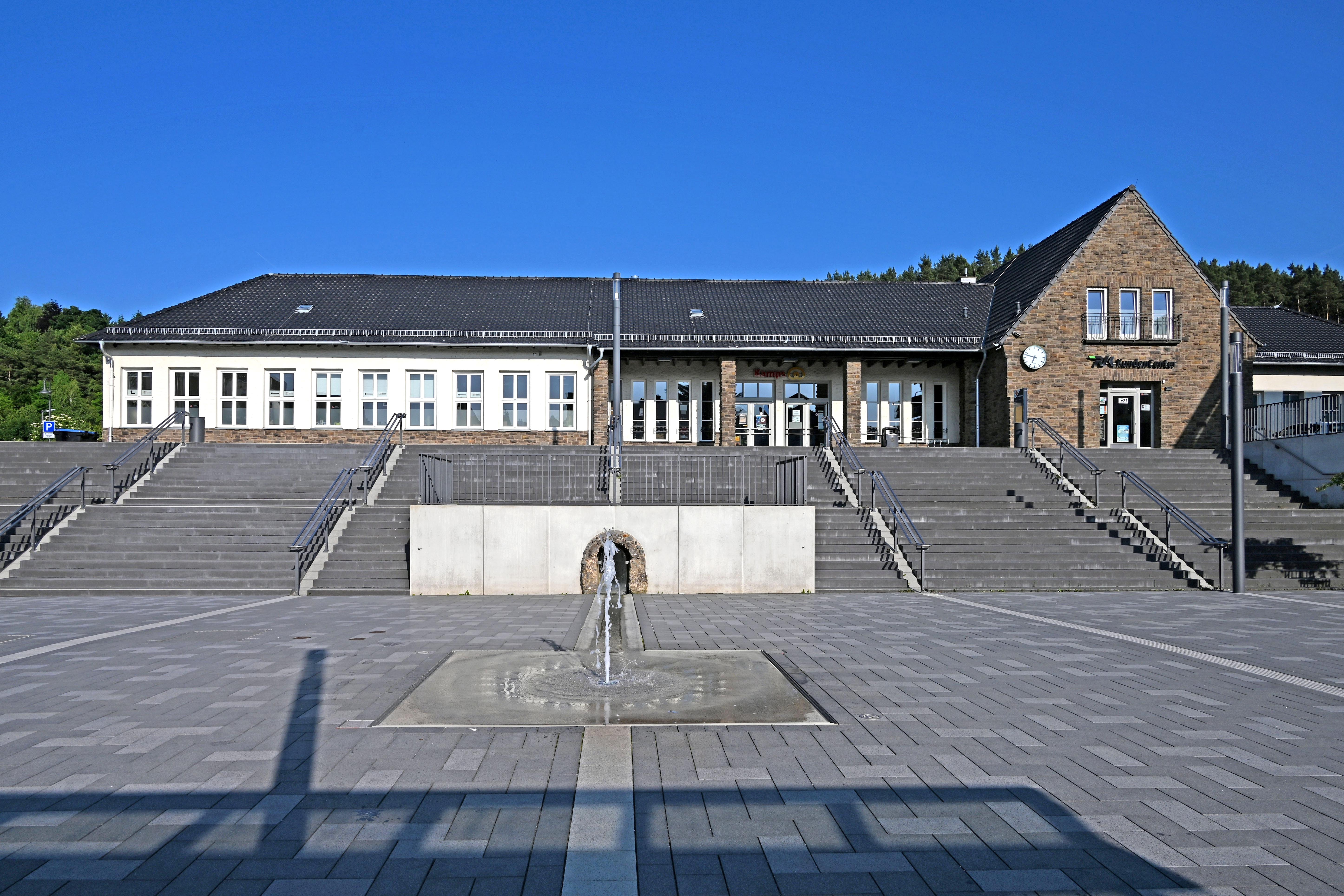
Bahnhof Kall

Der Bahnhof Kall beherbergt seit einer aufwändigen Renovierung im Jahr 2009 ein Kundencenter der RVK mit einem Infocenter zum Nationalpark Eifel. Er liegt an der Eifelstrecke (Köln – Euskirchen – Gerolstein – Trier) und wird von drei Linien des Schienennahverkehrs bedient. Neben der Linie RE22 verdichtet die Linie RB24 den Zugverkehr nach Köln auf einen ganztägigen 30-Minuten-Takt. Hinzu kommen einzelne Sprinterleistungen des RE12.
Weitere Stationen im Gemeindegebiet sind Scheven (Bedarfshalt, stündliche Bedienung durch die RB24 möglich) und Urft (stündliche Bedienung durch den RE22). Während der Sommermonate verkehrt vom Bahnhof Kall zudem die Oleftalbahn (Museumsbahn) über Gemünd und Schleiden nach Hellenthal.
Für den gesamten öffentlichen Personennahverkehr gilt der regionale Tarif des Verkehrsverbundes Rhein-Sieg und der NRW-Tarif.

## Persönlichkeiten

### Söhne und Töchter der Gemeinde
- Alfons Klöcker (1870–1948), römisch-katholischer Theologe, Priester und Schriftsteller
- Nikola Reinartz (1874–1954), katholischer Priester (zuletzt seit 1920 Pfarrer in Kreuzweingarten) und Heimatforscher, geboren in Heistert
- Albert Larres (1900–1987), Eifelmaler, geboren in Obergolbach
- Werner Schumacher (1932–1990), CDU-Politiker, langjähriges Mitglied des NRW-Landtages und Bürgermeister von Kall
- Kajo Schommer (1940–2007), CDU-Politiker, sächsischer Staatsminister
- Helmut Milz (* 1949), Mediziner, Psychotherapeut und Fachautor
- Gerd Hansen (* 1958), Pädagoge und Didaktiker

### Persönlichkeiten
- Jürgen Schmitt (* 1949 in Bonn), Künstler, Sänger, Komponist und Texter, lebt in Scheven.
- Norbert Scheuer (* 1951 in Prüm), Schriftsteller, lebt in Keldenich
- Theo Breuer (* 1956 in Bürvenich), Schriftsteller und Herausgeber, lebt in Sistig.
- Marion Schmitt (* 1959 in Köln), Schriftstellerin, lebt in Scheven.
- Walter Lehnertz (* 1967 in Prüm), Kunst- und Antiquitätenhändler sowie eine Fernsehpersönlichkeit, lebt und arbeitet in Krekel.
- Stephan Kuhl (* 1968 in Köln), ehemaliger Badmintonnationalspieler, Europameister und Olympiateilnehmer, lebt in Kall.
- Andreas Züll (* 1984 in Schleiden), Schriftsteller, Lyriker und Lokalhistoriker, lebt in Steinfeld.